# Gare de Trofors
La gare de Trofors est une gare ferroviaire de la ligne du Nordland, située dans la commune de Grane. Elle fut ouverte en 1940 lorsque la ligne fut utilisée jusqu'à Mosjøen

## Situation ferroviaire
Etablie à 81.1 m d'altitude, la gare se situe à 367.24 km de Trondheim.

## Service aux voyageurs

### Accueil
La gare a un parking de 40 places et une salle d'attente. De nouvelles aubettes ont été construites en 2010. Depuis le 23 décembre 2009 il n'y a plus de billetterie, les billets doivent être achetés sur internet ou auprès du contrôleur.

### Desserte
La gare est desservie par des trains en direction de Trondheim et Bodø.

### Intermodalités
La gare est desservie par des bus en direction de Brønnøysund et Hattfjelldal.